# 단노우라 전투
단노우라 전투(일본어: 壇ノ浦の戦い 단노우라 노 다다카이[*])는 헤이안 시대 말기 겐랴쿠(일본어: 元暦) 2년/주에이(일본어: 寿永) 4년 음력 3월 24일(1185년 4월 25일)에 나가토국 아카마가세키(일본어: 赤間関) 단노우라(일본어: 壇ノ浦, 지금의 야마구치현 시모노세키시)에서 벌어진 전투이다. 영화를 자랑하던 헤이케(平家, 이세伊勢 헤이시 출신 다이라노 기요모리(平淸盛)의 일족)가 멸망에 이른 지쇼 주에이의 난(일본어: 治承・寿永の乱)의 최후의 전투였다.

## 배경
주에이 2년(1183년) 7월 미나모토노 요시나카에게 공격받은 헤이시는 안토쿠 천황과 삼종신기를 모시고 수도를 떠났으나, 그 후 가마쿠라 정권의 미나모토노 요리토모와 요시나가 사이의 대립을 틈타 셋쓰국 후쿠하라로 복귀했다. 그러나 주에이 3년(1184년) 2월 이치노타니 전투(일본어)에서 대패하고, 바다로 도망쳐 사누키국 야시마(屋島)와 나가토국 히코섬(彦島, 히코시마, 현재 야마구치현 시모노세키시)에 거점을 마련했다.
가마쿠라 정권은 요리토모의 동생 노리요리에게 3만 기(騎)를 이끌고, 산요도(山陽道)를 통해 진군시켜 규슈로 넘어가 헤이씨군의 배후를 차단하는 작전을 실행했다. 그러나 노리요리군은 병량부족과 우세한 수군을 보유한 헤이씨군의 저항에 의해 진군이 멈추게 되어 규슈로 건너갈 수 없었다. 그 때문에 요리토모는 요시쓰네에게 별동대를 편성시켜 헤이씨의 본거지 사누키노쿠니 야시마를 공격하게 했다. 겐랴쿠 2년/주에이 4년(1185년) 2월 요시쓰네는 기습을 통해 야시마를 공략(야시마 전투)했다. 헤이씨 총대장 다이라노 무네모리는 안토쿠 천황을 모시고 해상으로 도망쳐 시도(志度)에 세력을 추스렸으나 그곳도 요시쓰네군에게 쫓겨 세토 내해를 전전하던 중 히코시마에 거처를 마련했다.
한편 노리요리군은 병량과 병선(兵船)의 조달에 성공해 규슈로 건너가 그 지역의 헤이케를 아시야우라 전투(葦屋浦の戦い)에서 격파하고, 헤이케 군의 배후를 차단하는 데 성공했다. 헤이케 군은 히코시마에 고립되고 말았다.

## 전투 경과
가마쿠라 막부가 편찬한 역사서 《아즈마카가미》는 단노우라 전투가 벌어졌던 겐랴쿠 2년 3월 24일조에서 "나가토국 아카마가세키 단노우라의 바다 위에서 3정(町)을 거리에 두고 배로 마주보며 겐페이(源平)가 서로 전투를 벌였다. 헤이케는 5백 척의 배를 세 부대로 나눠 야마가 히데토(山鹿秀遠) 및 마쓰라토(松浦党) 등을 장군으로 삼아 겐지에 전투를 걸어왔다. 오각(午刻, 12시경)에 이르러 헤이케의 패배로 끝났다" 라고만 간단하게 기록되어 있어 전투의 구체적인 경과는 알 수가 없다. 때문에 신빙성은 떨어지지만 《헤이케 이야기》, 《겐페이 성쇠기(源平盛衰記)》 등의 군기물(軍記物)을 기초로 항간에 믿고 있는 전투의 경과를 소개한다. 또한 아래의 경과는 다이쇼 시대에 구로이타 가쓰미가 제창한 이래, 널리 믿고 있는 조류설(潮流說)에 기초하고 있다.

### 개전
히코시마의 헤이케 수군을 격멸하기 위해 요시쓰네는 셋쓰국의 와타나베수군(渡邊水軍), 이요국의 코노 수군(河野水軍), 기이국의 구마노 수군(熊野水軍) 등을 우방으로 삼아 840척(《아즈마카가미》)의 수군을 편성했다. 《헤이케 이야기》에 의하면 전투 전에 있었던 군사회의에서 군감(軍監) 가지와라 가게토키(梶原景時)는 자신이 선봉에 나서기를 바랬으나, 요시쓰네는 자신이 선진에 나서겠다고 퇴짜를 놓았다. 가게토키는 "대장이 선진에 선다는 얘기는 듣지도 못한 일이다. 장수의 그릇이 아니다."라고 요시쓰네를 우롱하여 베어지기 직전의 대립까지 갔고, 이것이 이후 가게토키가 요리토모에게 참언을 하게 되어, 요시쓰네 몰락의 원인이 되었다.
헤이케 군은 5백 척은 마쓰라토 100여 척, 야마가 히데토오 300여 척, 헤이케 일문의 100여 척(《헤이케 이야기》)으로 편성되었다. 헤이케의 당주 다이라노 무네모리의 동생인 도모모리(知盛)가 대장으로써 지휘를 맡게 되었다. 《헤이케 이야기》에 의하면 도모모리는 안토쿠 천황과 헤이씨 본영이 있는 대형의 당선(唐船)에 병력을 숨겨두고 가마쿠라측의 병선을 유인해 역포위한다는 작전을 세웠다.

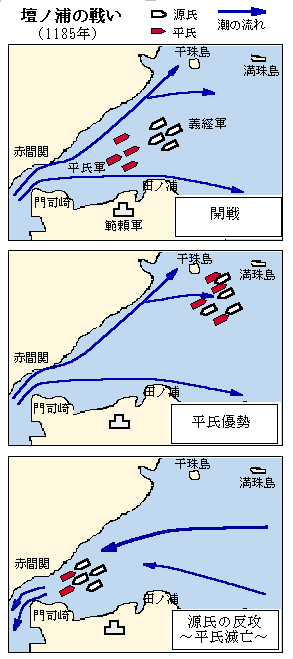
단노우라 전투 전황 추정도 확대

3월 24일 공격을 시작한 요시쓰네군 수군과 도모모리가 히코시마에서 이끌고 출격한 헤이케군은 12시경 간몬 해협의 단노우라에서 충돌했고, 전투 시작되었다. 노리요리군은 3만여 기(《겐페이 성쇠기》)를 거느리고 육지에 포진해 헤이케의 퇴로를 막았고, 벼랑에서 멀리 화살을 쏘며 요시쓰네군을 지원했다. 《헤이케 이야기》에 의하면 와다 요시모리(和田義盛)는 말에 올라 앞바다를 향해 멀리 화살을 2정~3정까지 쏘아 보냈다고 한다.

### 헤이케의 우세
간몬 해협은 조류 흐름의 변화가 심한 곳이었다. 대부분이 수전(水戰)에 취약한 반도(坂東) 출신의 무사들로 구성되어 있던 겐지와는 달리, 사이카이의 수군을 휘하에 거느리고 수군을 운용하는데 뛰어났던 헤이케군은 빠른 조류의 흐름을 타고 무수한 화살을 쏘아 요시쓰네군을 압박했다. 요시쓰네군은 만주시마(滿珠島)와 간주시마(干珠島) 근처까지 밀려났고, 기세가 오른 헤이씨군은 요시쓰네를 죽이기 위해 맹공을 가했다.
불리함을 깨달은 시점에서, 요시쓰네는 헤이케측의 사공과 조타수를 쏘라고 명령했다. 이 시대 해전에서 비전투원인 뱃사공과 조타수를 쏘는 것은 전투 규정에 어긋나는 행위였다. 이러한 이야기는 드라마 및 소설 등에서 매우 잘 알려져 있으나 《헤이케 이야기》에서 요시쓰네가 뱃사공과 조타수를 쏘라고 명령하는 장면은 없고, 헤이씨의 패색이 짙어지고 선제신투(先帝身投), 즉 안토쿠 천황과 헤이케 일문이 바다에 투신하는 과정에서 겐지측이 헤이케의 배에 올라타 이동하면서 뱃사공이며 조타수가 살해되는 것을 묘사했다. 또 《헤이케 이야기》에서 아와 시게요시(阿波重能)의 수군 3백 척이 배신하여 헤이케군의 계략을 요시쓰네에게 밀고하는 바람에 도모모리의 작전은 실패하고 헤이케의 패배는 결정되었다.(《아즈마카가미》에 의하면 아와 시게요시는 전투 후 포로에 포함되어 있었기에 실제 사정은 불분명하다.)

### 겐지의 반격·헤이케 멸망
이윽고 조류의 흐름이 갑자기 변해 역전되자, 요시쓰네군은 이를 틈타 헤이케 군을 압박했다. 헤이케의 패색이 짙어지자 도모모리는 겐레이몬인(建禮門院) 도쿠코안토쿠 천황의 어머니</ref>와 니이노아마(二位尼, 안토쿠 천황의 외할머니, 다이라노 기요모리의 아내) 등이 타고 있던 배에 올라 "보기 흉한 것은 버리거나 치우시오. 조금 있으면 신기한 간토 남자를 보게 될 것이오!" 라고 웃었다. 이것을 들은 니이노아마는 죽음을 결의하고 어린 안토쿠 천황을 품에 안고, 보검(寶劍)을 허리에 차고, 신새(神璽)를 껴안았다. 안토쿠 천황이 "어디로 데려가느냐?"라고 올려보자, 니이노아마는 "아미타불의 극락정토로 가는 겁니다. 파도 아래에도 수도가 있습니다" 라고 말하고 안토쿠 천황과 더불어 바다에 몸을 던졌다. 《아즈마카가미》에 의하면 니이노아마는 보검과 신새를 갖고 입수, 아제치노 쓰보네(按察の局)가 안토쿠 천황을 안고 물에 뛰어들었다고 한다. 뒤이어 겐레이몬인 등 헤이케 일문의 여자들도 차례로 바다에 몸을 던졌다.
무장들도 각오를 굳혔다. 기요모리의 동생인 노리모리(敎盛)와 쓰네모리(經盛)도 바다에 몸을 던졌고(노리모리는 그 자리에서 바다로 뛰어들고 쓰네모리는 일단 상륙해서 출가한 뒤에 돌아와 바다에 뛰어들었다.) 스케모리(資盛, 다이라노 시게모리의 아들), 아리모리(有盛), 유키모리(行盛)도 나란히 바다로 뛰어들었다.
헤이케의 동량이자 총사령관이었던 다이라노 무네모리도 장남 기요무네(淸宗)와 함께 입수했으나, 목숨이 아까워 다시 떠올랐고 수영에 익숙했기에 헤엄을 치다가 요시쓰네군에게 사로잡혔다.

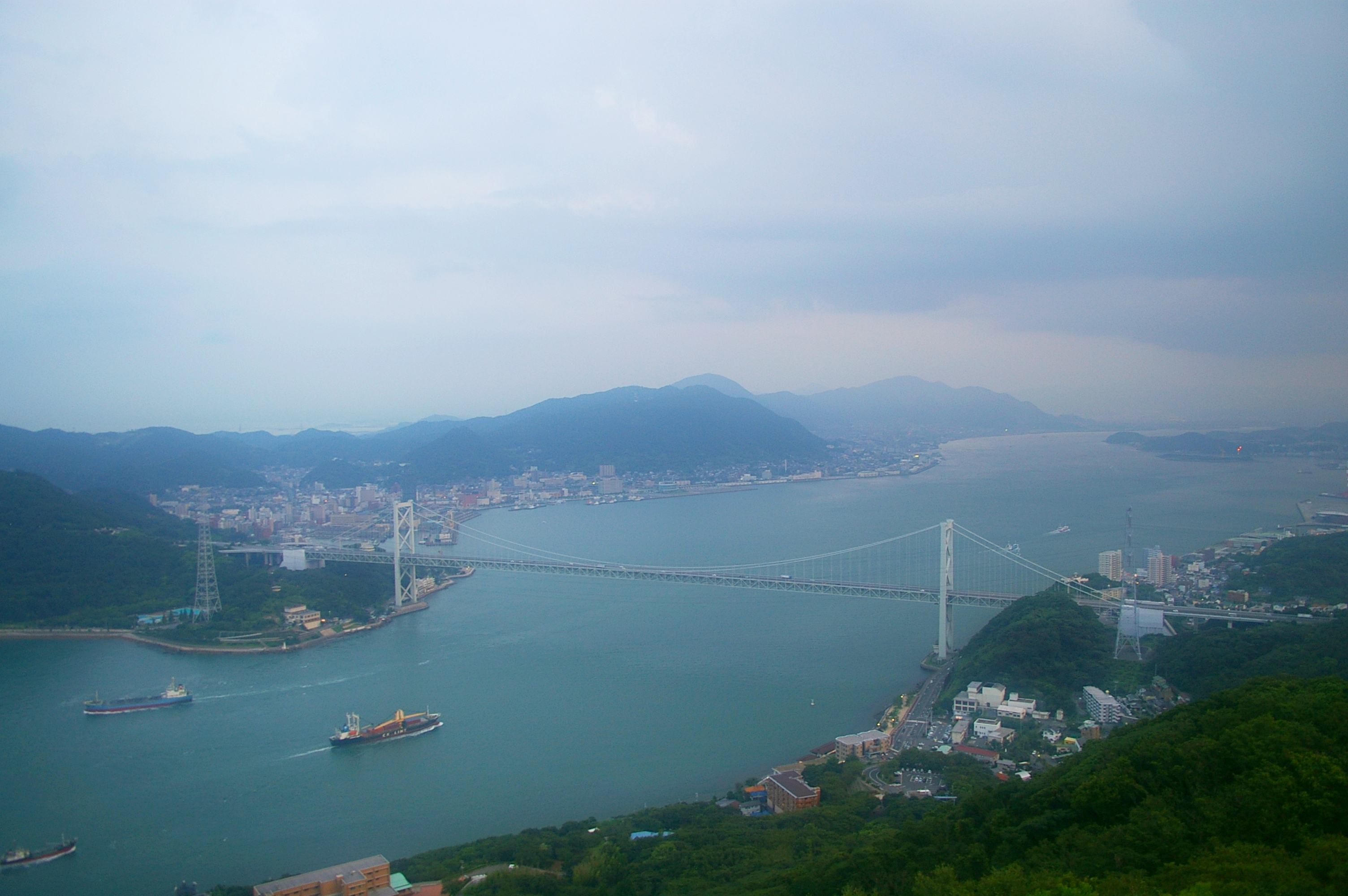
불의 산 공원에서 본 간몬 해협

헤이케 일문 가운데서도 무예에 뛰어난 자로 알려져 있던 노리쓰네(敎經, 다이라노 기요모리의 조카)는 귀신 같은 무력으로 간토 무사들을 쏘아 죽이면서, 화살이 다 떨어지기에 이르러서는 양손에 장검과 단검을 들고 겐지 무사들을 베었다. 도모모리가 사람을 시켜 "이미 승패는 결정되었기에 무의미한 짓"이라고 전하자, 노리쓰네는 그렇다면 적의 대장 요시쓰네를 길동무로 삼겠다며 요시쓰네의 배를 발견하고 그곳으로 올라탔다. 작은 나기나타(長刀)을 휘두르며 도전하는 노리쓰네를 보고 요시쓰네는 재빨리 8척이나 떨어져 있는 다른 배로 뛰어넘어 도망쳐 버렸다(요시쓰네의 핫소토비八艘飛び). 마지막 순간에 칼도 투구도 벗어던지고 병사들 앞에 서서 "가마쿠라에 가서 요리토모에게 한 마디 해줘야겠다. 나를 잡아 공을 세우고 싶은 놈은 누구든지 와서 덤벼라!"라고 일갈하는 노리쓰네를 잡아 공을 세우고자, 겐지측의 장사로 어른 남자 서른 명의 힘을 갖고 있던 아키타로(安芸太郞)ㆍ지로(次郞) 형제와, 마찬가지로 힘이 센 역사(力士) 한 명, 이렇게 셋이 달려드는데 노리쓰네는 그 역사를 대번에 발로 차서 바다에 떨어뜨리고, 다로와 지로 두 사람을 자신의 양 옆에 끼고 "네놈들이 내 황천길 동무가 되어줘야 되겠다!"며 함께 바다로 뛰어들었다.
도모모리는 "내가 봐야 할 것을 모두 본 것 같구나."라고 중얼거리고 갑옷 두 개를 껴입고 유형제(乳兄弟)인 다이라노 이에나가(平家長)와 함께, 몸에 닻을 매달고 바다로 뛰어들었다.
신각(申刻, 16시경) 헤이시 일문의 대부분이 죽거나 사로잡혔고, 겐지의 승리와 함께 헤이케는 몰락했다.

## 전후

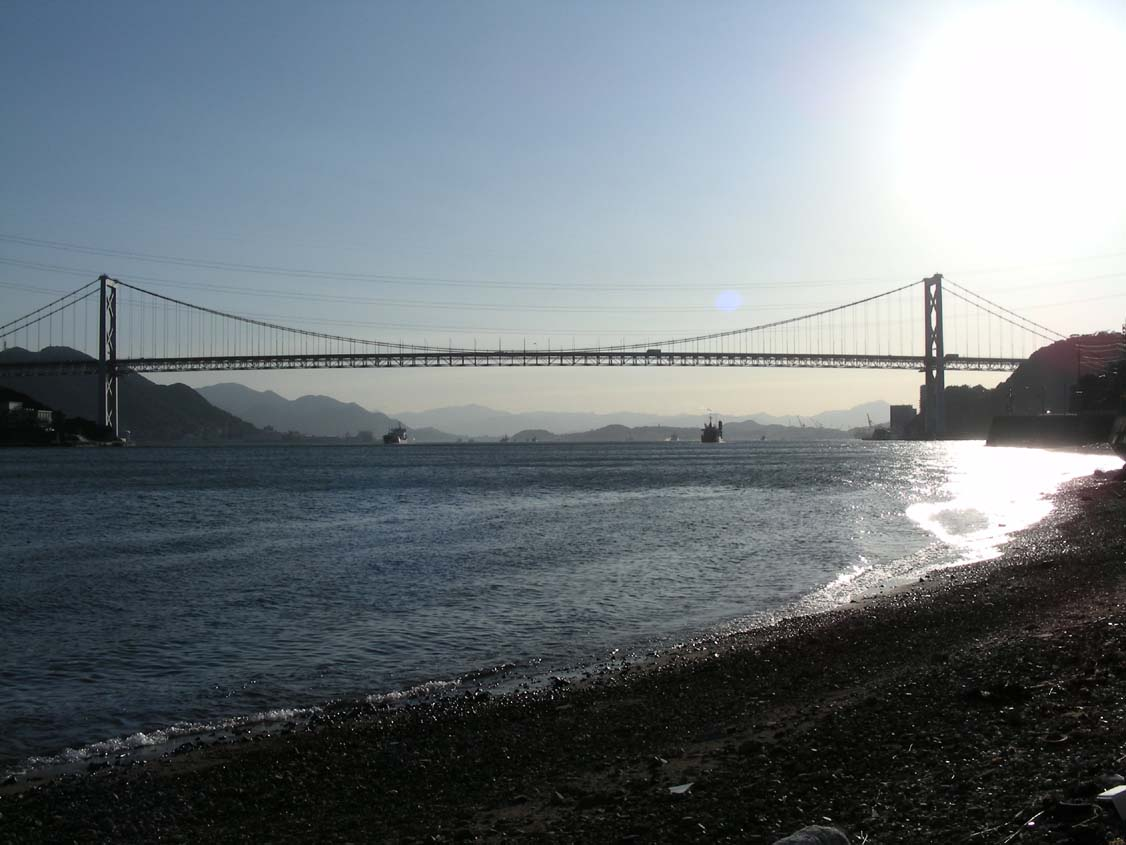
단노우라

바다에 빠진 겐레이몬인은 도움을 받아 다시 건져졌고, 내시소(內侍所, 야타노카가미八咫鏡)와 신새(神璽, 야사카니노마가타마八尺瓊勾玉)는 회수되었으나, 니이노아마와 함께 물에 뛰어든 안토쿠 천황은 붕어하고, 보검(아마노무라쿠모노쓰루기天叢雲劍)도 바다에 가라 앉았다(다른 설이 있다).
물에 뛰어들었던 겐레이몬인은 구조되었다. 안토쿠 천황의 이복 동생인 모리사다(守貞) 친왕(안토쿠 천황의 황태자로 비교되었다)은 구출되었다. 헤이케 일문의 동량인 무네모리와 기요무네 부자, 헤이케와 행동을 함께한 다이라노 도키타다(平時忠)ㆍ다이라노 도키자네(平時實)ㆍ다이라노 노부모토(平信基), 구게 후지와라노 다다아키(藤原尹明), 승려 노엔(能円)ㆍ젠신(全眞)ㆍ료코(良弘)ㆍ주카이(忠快)ㆍ교메이(行命), 게닌이었던 다이라노 모리쿠니(平盛國), 다이라노 모리즈미(平盛澄)ㆍ미나모토노 스에사다(源季貞) 등과 뇨보(女房)인 다이나곤텐지(大納言典侍) 후지와라노 노호시ㆍ소치노텐지(帥典侍) 후지와라노 무네코ㆍ지부쿄노 쓰보네(治部卿局)가 포로가 되었다.
요시쓰네는 이들을 포로로 데리고 교토로 돌아왔고, 노리요리는 규슈에 남아 전후 처리를 하게 하였다. 요시쓰네는 교토에 개선했고, 고시라카와 법황은 이를 치하하고 요시쓰네와 그 휘하의 고케닌들을 임관(任官)했다. 그러나 이것을 안 요리토모는 격노하여, '가마쿠라의 허락도 없이 무단으로 관위를 받은 자들'이 도고쿠 귀환을 금지했다. 거기에 규슈에 남아있던 가지와라 가케토키가 요리토모에게 헤이케 추토의 전투가 한창일 때 벌어진 요시쓰네의 교만과 전횡을 고소한 서장이 도착하고, 요시쓰네가 다이라노 도키타다의 딸을 아내로 맞이한 것도 알려져 요리토모를 분노하게 했다.
겐랴쿠 2년(1185년) 5월 명령을 위반한 요시쓰네는 무네모리, 기요무네 부자를 호송한다는 명목으로 가마쿠라를 향했으나, 고시고에(腰越)에서 멈추고 말았다. 무네모리 부자만이 가마쿠라에 보내져 요리토모와 대면했다. 요시쓰네는 고시고에장(腰越狀)을 써서 요리토모에게 용서를 구했으나, 같은 해 6월 무네모리 부자와 더불어 교토로 되돌려 보내지고 말았다. 무네모리 부자는 교토로 귀환하던 도중에 오미국에서 참수되었다.
그 후 요시쓰네가 요리토모에게 용서를 구하는 일은 없었고, 요리토모와의 대립이 강해지자 같은해 10월 고시라카와 법황에게 진상하여 요리토모 추토의 선지(宣旨)를 얻고 권병했으나 실패했다. 거꾸로 요시쓰네 추토의 선지가 내려지자 몰락하여 오슈 후지와라 씨에게 도망쳤으나, 분지 5년(1189년) 윤4월에 히라이즈미에서 살해되었다.
전투가 끝나고 얼마 되지 않아 겐레이몬인은 출가하여 오하라(大原)에 있는 적광원이라는 절에 은거했다. 모리사다 친왕은 이미 황위에 대한 길은 끊어졌기에 후에 출가했다. 다이라노 도키타다는 노토국에 유배되어 그 땅에서 죽었다. 헤이케의 25년에 걸친 권세도 사라져 버렸다. 승리를 거둔 가와치 겐지의 동량 미나모토노 요리토모는 가마쿠라에 가마쿠라 막부를 열고 일본 최초의 무가 정권을 확립했다.

## 조류설
간몬 해협의 조류 흐름의 변화가 단노우라 전투의 승패를 결정지었다고 알려져 있지만, 《아즈마카가미》는 전투에서의 조류에 관련해서는 조금도 언급하지 않았다. 군담소설 《헤이케 이야기》에서는 "모지간, 단노우라에서 세차게 흐르며 떨어지던 밀물은 헤이케의 배를 조수를 만나게해 나아가게 되었다. 겐지의 배는 조수에 의해 압도당했다"며 헤이케가 밀려오는 조수, 겐지가 마주치는 조수에서 전투를 벌였다고 읊고 있으나 조류가 뒤바뀌어 전황을 역전시키기까지의 과정은 알 수가 없다.
현재 알려진 전투에서 조류의 영향은 다이쇼 3년(1914년)에 도쿄제국대학의 구로이타 가쓰미 교수의 저서 「요시쓰네전(義経伝)」에서 제창한 설이다.
전투가 벌어진 시간에 대해 《아즈마카가미》는 오시(12시쯤)에 끝났다고 기록하였고, 한편 간바쿠 구조 가네자네의 일기 《교쿠요(玉葉)》에서는 오시에 시작해 신시(16시쯤)에 끝났다고 기록하고 있다.
구로이타는 당시 일본 해군수로부(海軍水路部)의 겐랴쿠 2년 3월 24일(율리우스력 5월 2일)의 간몬 해협의 조류 조사를 토대로 오전 8시 30분에 서쪽으로 흐르던 조류가 동쪽으로 바뀌고 오전 11시경에는 8노트에 달해 오후 3시경에는 조류가 다시 서쪽으로 이동한다는 것을 밝히고, 전투가 벌어진 시간대는 《교쿠요》의 기록대로 오후 12시에서 16시까지였고, 정확히 오후에 벌어진 전투에서 조류가 동쪽으로 향한 시간대에서는 헤이케가 우세하였으나, 서쪽으로 바뀌었을 때 승세는 역전되어 겐지가 우세하게 된 것으로 보고 있다.
구로이타의 설은 단노우라 전투에 대한 최초의 과학적인 검증을 통해 이루어진 것이기에 가장 권위가 있어 정설화되어 널리 믿게 되었다. 소설, 관광 팸플릿 및 텔레비전 드라마는 물론, 겐페이 전투를 취급하는 역사관계서적에서도 이 구로이타설을 토대로 단노우라 전투를 기술하였다.
이 구로이타설에 대해서 근년에 들어 반론이 나왔는데, 해군사의 가나사시 쇼조(金指正三) 박사는 조류의 컴퓨터 해석을 통해 전투가 벌어진 날은 소조류(小潮流)의 시기여서 8노트에 달하는 빠른 조류는 없었고, 또한 다이쇼 시대에 조류를 조사하던 장소는 가장 좁은 하야토모 세토여서 여기서 1,000척 이상의 병선이 전투를 벌이는 것은 불가능하며, 넓은 만주시마, 간주시마 주변의 해역은 조류가 1노트 이하였기에 전투에 영향을 주지는 않았을 것이다라고 했다. 일본 해상보안청(海上保安庁)의 조류 조사에도 전투가 벌어진 햐아토모 세토에서 동쪽 해역까지는 1노트 이하란 결과가 나왔다. 선박사(船舶史)를 연구한 이시이 겐지(石井謙治)는 같은 조류를 탄 배의 상대속도는 변하지 않는 것으로 조류는 전투에 영향을 주지 않는다고 주장했다. 도쿄상선대학(東京商船大學) 이지마 유키히토(飯島幸人) 명예교수도 "배들끼리의 상대운동에 조류는 관계하지 않는다"며 조류설에 부정적인 견해를 밝혔다.
가마쿠라 막부에서 기록한 《아즈마카가미》의 기술을 부정하지 않는다면, 《아즈마카가미》의 내용대로 전투는 오전에 벌어져 오각(12쯤)에 끝났다는 설도 믿을 수 있다.

## 아마노무라쿠모노츠루기 수몰설
"아즈마카가미"의 단노우라 전투 겐랴쿠 2년 3월 24일의 항목에서 "니이노아마는 보검을 갖고, 아제치노의 쓰보네는 선제(안토쿠 천황)를 안아 모시고, 함께 해저에 가라앉았다" 라고 되어 있고, 헤이케 모노카타리에서도 같은 모습을 기술했다. 또한 전투 후 겐랴쿠 2년 4월 11일 항목에서 전투에서 헤이케 측의 전사자, 포로의 보고가 잇달으면서 "내시소(內侍所;야타노카가미(八咫鏡)와 신새(神璽;야사카니노마가타마( 八尺瓊勾玉)는 있사옵니다. 보검(아마노무라쿠모노쓰루기( 天叢雲剣)은 분실되었습니다. 우려를 갖고 찾아 바치겠습니다."라고 기록되어 있어, 일반적으로 3종신기 중 아마노무라쿠모노츠루기는 단노우라 전투에서 한번 잃어버린 것으로 생각된다. 소설 및 텔레비전 드라마 등에서도 이것을 묘사했었고, 2005년 NHK 대하드라마 "요시쓰네"의 제35회 "결전 단노우라" 에서는 마쓰자카 게이코가 분한 도키코(니이노아마)가 안토쿠 천황과 아마노무라쿠모노쓰루기를 안고 바다에 빠져, 검이 해저에서 잃어버린 것으로 묘사했다.

## 근년의 연구
일본 국립역사민속박물관 과학연구소 협력원인 히시누마 가즈노리(菱沼一憲)는 그의 저서 「미나모토노 요시쓰네의 전투와 전략 그 전설과 실상(원제: 源義経の合戦と戦略 その伝説と実像, 2005)에서 이 전투에 대해 다음과 같이 설명했다.
분지 원년(1185년) 2월, 야시마 전투에서 승리한 요시쓰네는 1개월에 걸쳐 군비를 정비하면서 고노 미치노부(河野通信) 및 전통적으로 헤이케의 노토이자 우방이었던 수군 세력을 아군으로 끌어들이고, 세토나이카이의 제해권을 장악했다. 반면 헤이케의 남은 거점은 히코시마 밖에는 없었고, 병량과 무기의 보충도 제대로 못하는 상황이었다. 또한 분고(豊後) 국에 넘어온 미나모토노 노리요리군에 의해 규슈의 퇴로도 막히고 말았다.
정오경 전투는 시작되었다. 양군 모두 될 수 있는 한 조류에 좌우되지 않고 배를 조종할 수 있는 시간대를 선택했다. 헤이케 측은 초반에 가마쿠라 측이 아주 조용해질 정도로 화살을 쏘면서 호각 이상의 전투를 벌였으나, 화살이 떨어지자 거꾸로 수상에서는 요시쓰네군에게, 육상에서는 노리요리군이 쏘는 대로 놔둘 수밖에 없었는데, 이 과정에서 방어 장비가 빈약한 뱃사람, 뱃사공들이 희생되었다. 그 결과 헤이케 측의 배는 움직임이 둔해질 수밖에 없었고, 헤이케 측의 불리함을 본 여러 장수들은 가마쿠라측으로 연달아 배신하기에 이르렀으며, 패전을 목전에 두게 된 상황에서 헤이케 일문은 차례로 바다에 몸을 던졌다. 이것은 노리요리군의 규슈 제압, 요시쓰네군의 시코쿠 제압, 가마쿠라 측에 의한 세토나이카이 제해권의 탈취로 인한 포위ㆍ고립화의 완성에 따른 필연적 결말이었다.

## 같이 보기

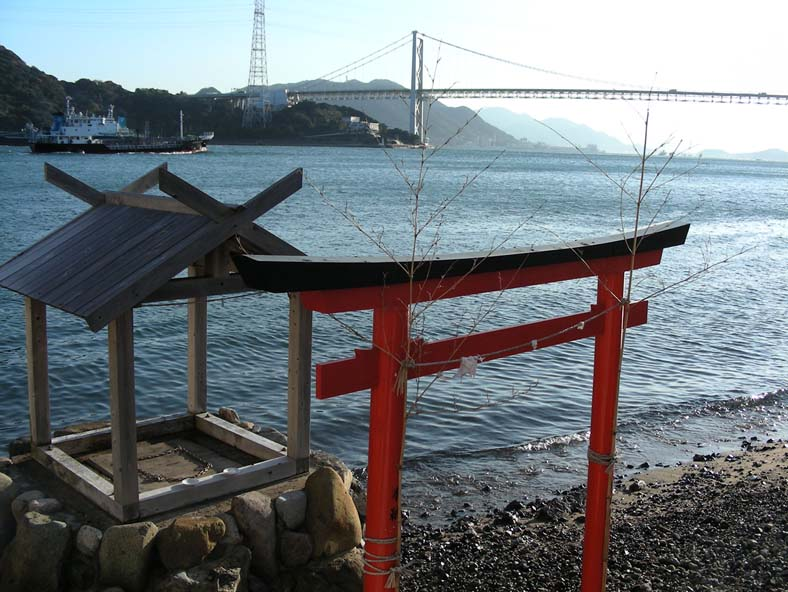
시모노세키 시 마에다마치의 "헤이케 한그릇 물". 단노우라 전투에서 심각한 부상을 입은 헤이케 무장이 우물을 발견하고, 마셨던 담수이다. 한모금을 마셨는데, 소금물이 되었다는 전설이 남아 있다.

- 헤이씨 정권
- 아카마 신궁

## 참고 문헌
- 森本 繁『源平 海の合戦 史実と伝承を紀行する』（新人物往来社、2005年） ISBN 4-404-03233-1
- 菱沼一憲『源義経の合戦と戦略 その伝説と実像』（角川選書、2005年） ISBN 4-04-703374-X